# Harry Hack
Henricus Lucas Joannes (Harry) Hack (Oud en Nieuw Gastel, 23 augustus 1913 – 's-Hertogenbosch, 1 december 1984) was Engelandvaarder. 

## Biografie
In 1933 vervulde hij zijn militaire dienst bij de genietroepen van de Koninklijke Landmacht. Toen hij in Delft studeerde, werd hij in oktober 1938 opgeroepen om te dienen bij het 3de Regiment Genietroepen maar in december 1939 werd hij wegens matige gezondheid ontslagen, waarna hij weer naar Delft ging om zijn studie af te maken. 
Toen de oorlog uitbrak, ging hij met drie studenten met reddingsboot de Zeemanshoop van Scheveningen naar Engeland. Hij was de technische man die de dieselmotor aan de praat kon houden. Er waren 42 passagiers aan boord.    
In Engeland ging hij bij de Marine Luchtvaartdienst (MLD). Na enige tijd in Londen en Pembroke te hebben gediend, werd hij in juli 1941 overgeplaatst naar Enys House bij Penryn, Cornwall, voor een officiersopleiding. Daarna werd hij op 9 februari 1942 uitgezonden naar Morokrembangan, het marine-station bij Soerabaja, dat een week eerder zwaar beschadigd was door de eerste Japanse bombardementen. Op 2 maart ging hij op de SS Kota Baroe naar Ceylon, net voor de capitulatie van de Nederlanders. Hij kwam op 9 maart in Colombo aan. Via Kaapstad ging hij op 24 oktober 1942 op de Hr. Ms. Sumatra terug naar Engeland.
Een jaar later was hij Royal Air Force Volunteer Reserve (RAFVR). Tot 15 juni 1944 maakte hij deel uit van het (Dutch) Service Echelon 6320 en tot 1 september zat hij bij het 320 Squadron in Londen. Daarna zat hij op het hoofdkantoor van de marine luchtvaart in Scheveningen, op 2 juni 1947 werd hij gedemobiliseerd.  
Hij was getrouwd met Johanna Alegonda Dimphna van Meel en kreeg drie kinderen. Hij overleed op 1 december 1984 in 's-Hertogenbosch.